# Phucobius
Phucobius is een geslacht van kevers uit de familie van de kortschildkevers (Staphylinidae).

## Soorten
- Phucobius africanus Bernhauer, 1937
- Phucobius congruus (Walker, 1858)
- Phucobius cupreipennis Cameron, 1918
- Phucobius densipennis Bernhauer, 1931
- Phucobius pectoralis (Boheman, 1858)
- Phucobius semiaereus Cameron, 1934
- Phucobius simulator Sharp, 1874
- Phucobius tricolor Bernhauer, 1917